# Biogéographie de l'estuaire moyen du fleuve Saint-Laurent
 (mai 2021).
La mise en forme du texte ne suit pas les recommandations de Wikipédia : il faut le « wikifier ».
Les points d'amélioration suivants sont les cas les plus fréquents :
- Les titres sont pré-formatés par le logiciel. Ils ne sont ni en capitales, ni en gras.
- Le texte ne doit pas être écrit en capitales (les noms de famille non plus), ni en gras, ni en italique, ni en « petit »…
- Le gras n'est utilisé que pour surligner le titre de l'article dans l'introduction, une seule fois.
- L'italique est rarement utilisé : mots en langue étrangère, titres d'œuvres, noms de bateaux, etc.
- Les citations ne sont pas en italique mais en corps de texte normal. Elles sont entourées par des guillemets français : « et ».
- Les listes à puces sont à éviter, des paragraphes rédigés étant largement préférés. Les tableaux sont à réserver à la présentation de données structurées (résultats, etc.).
- Les appels de note de bas de page (petits chiffres en exposant, introduits par l'outil «  Source ») sont à placer entre la fin de phrase et le point final[comme ça].
- Les liens internes (vers d'autres articles de Wikipédia) sont à choisir avec parcimonie. Créez des liens vers des articles approfondissant le sujet. Les termes génériques sans rapport avec le sujet sont à éviter, ainsi que les répétitions de liens vers un même terme.
- Les liens externes sont à placer uniquement dans une section « Liens externes », à la fin de l'article. Ces liens sont à choisir avec parcimonie suivant les règles définies. Si un lien sert de source à l'article, son insertion dans le texte est à faire par les notes de bas de page.
- La présentation des références doit suivre les conventions bibliographiques. Il est recommandé d'utiliser les modèles {{Ouvrage}}, {{Chapitre}}, {{Article}}, {{Lien web}} et/ou {{Bibliographie}}. Le mode d'édition visuel peut mettre en forme automatiquement les références.
- Insérer une infobox (cadre d'informations à droite) n'est pas obligatoire pour parachever la mise en page.

Pour une aide détaillée, merci de consulter Aide:Wikification.
Si vous pensez que ces points ont été résolus, vous pouvez retirer ce bandeau et améliorer la mise en forme d'un autre article.
La biogéographie de l'estuaire moyen du fleuve Saint-Laurent est un environnement écologique caractérisé par une répartition des espèces selon leur niveau de tolérance à la salinité et à la turbidité de l'eau. Plusieurs espèces y trouvent leur niche écologique, et un certain endémisme est présent dans le littoral particulièrement.

## Localisation géographique
Le moyen estuaire du Saint-Laurent s’étend de la pointe est de l’Île d’Orléans jusqu’à Tadoussac, et est la zone de transition graduelle entre l’eau chaude et douce du tronçon fluvial et l’eau saline et froide provenant du golfe du Saint-Laurent. La forte turbidité et les grandes marées sont caractéristiques du dynamisme particulier dans cette région du fleuve et influencent la faune et la flore qui y vivent. L’estuaire moyen est, en général, beaucoup plus profond, salin et froid sur sa portion nord. La région d’intrusion saline, de l’île d'Orléans à l’île-aux-Coudres, coïncide également avec la zone de turbidité maximale du fleuve. À l’est, on retrouve la région polyhaline. Enfin, la région à l’embouchure de la rivière Saguenay est caractérisée par une faible profondeur.

## Flore

### Zone peu saline (amont)

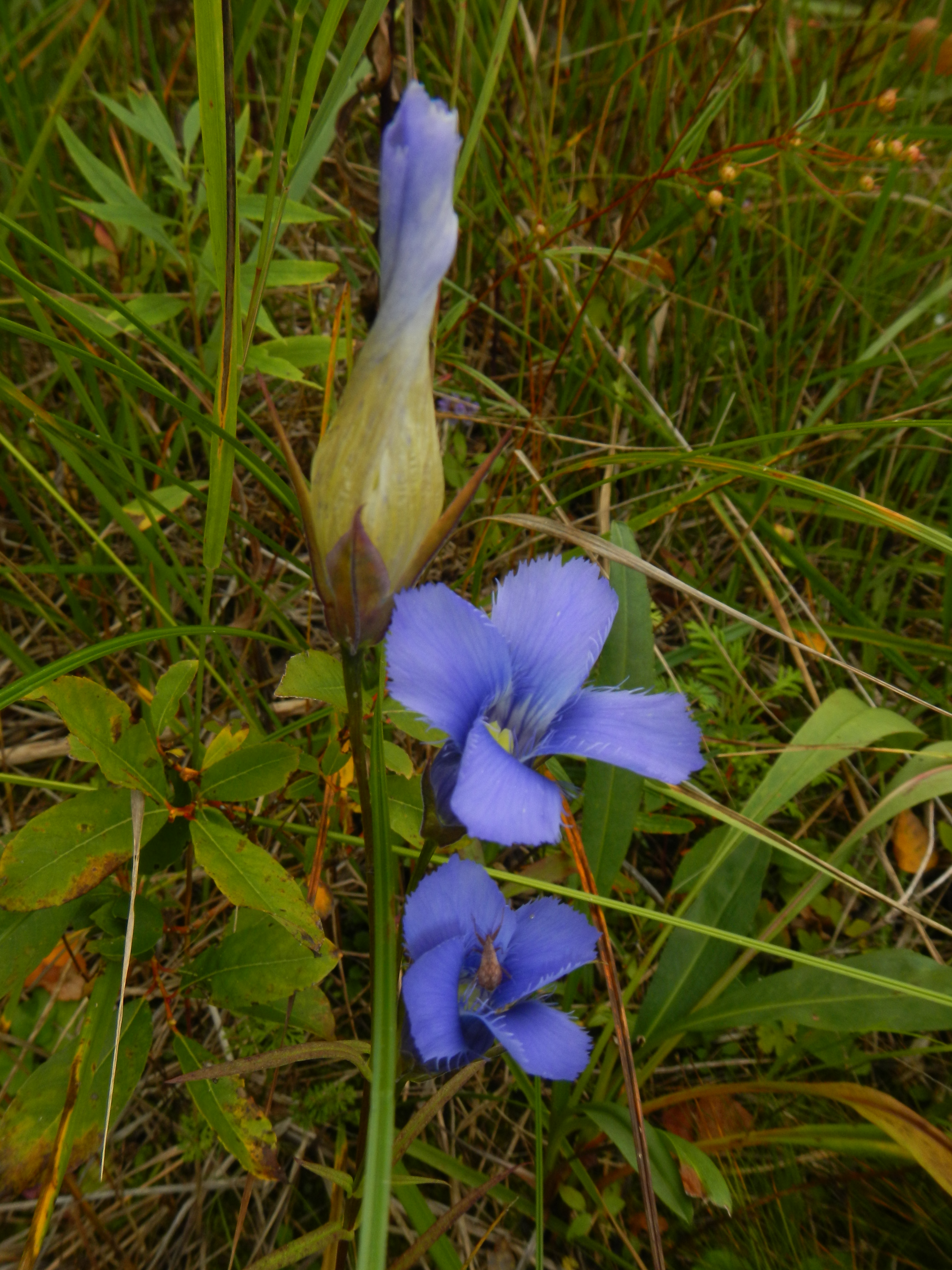
Gentiane de Victorin.

Les particularités hydrodynamiques et bathymétriques du moyen estuaire en font un environnement unique, hôte de quelques espèces endémiques. La cicutaire de Victorin, très toxique et la gentiane de Victorin, plante herbacée aux pétales bleu-violet, croissent uniquement dans la zone médiolittorale de l’estuaire d’eau douce ou légèrement saumâtre du fleuve Saint-Laurent,. Ces plantes tolèrent peu la salinité, donc leur étendue se limite à la zone occidentale du moyen estuaire. Ces deux espèces endémiques sont menacées par les activités anthropiques, ces régions littorales étant densément habitées. La flore marine de ce milieu légèrement saumâtre est dominé par l’ascophylle noueuse et le fucus vésiculeux, qui occupent principalement le médiolittoral. Ce dernier, pour combler ses besoins en énergie solaire, est doté de vésicules d’air, lui permettant de flotter lorsque submergé durant les marées. Les algues vertes, comme la laitue de mer ou l’entéromorphe intestinal, se trouvent davantage dans la zone d’eau douce ou peu saline, comparativement aux algues brunes et rouges, qui préfèrent les milieux marins.

### Zone polyhaline (aval)
On observe une croissance graduelle dans la biomasse végétale de l’estuaire moyen, les régions à l’est, plus salées, abritant davantage d’espèces. La spartine alterniflore dans le médiolittoral et la zostère marine dans les milieux meubles peu profonds sont couramment retrouvées dans l’estuaire moyen plus salin. Cette dernière sert d’habitat pour des petites espèces animales et végétales, particulièrement pour les plus jeunes spécimens qui peuvent y vivre à l’écart de prédateurs potentiels. Les milieux meubles, comme les vasières, sont leur habitat de choix. La zone benthique est occupée par des algues brunes, notamment par les laminaires à long stipe (pouvant atteindre 12 mètres) et plusieurs algues rouges du genre porphyra. Cette variété est d’ailleurs commercialisée sous l'appellation nori dans le monde asiatique. Également, plusieurs espèces de fucus occupent le médiolittoral des régions plus salines. La flore du moyen estuaire salin ressemble beaucoup à celle de l’estuaire maritime et du golfe, la proportion des différentes espèces étant la distinction principale. En particulier, les plantes plus adaptées aux conditions de salinités variables tendent à se retrouver davantage dans l’eau saumâtre et dynamique de l’estuaire moyen du Saint-Laurent, car elles y sont les meilleures compétitrices.

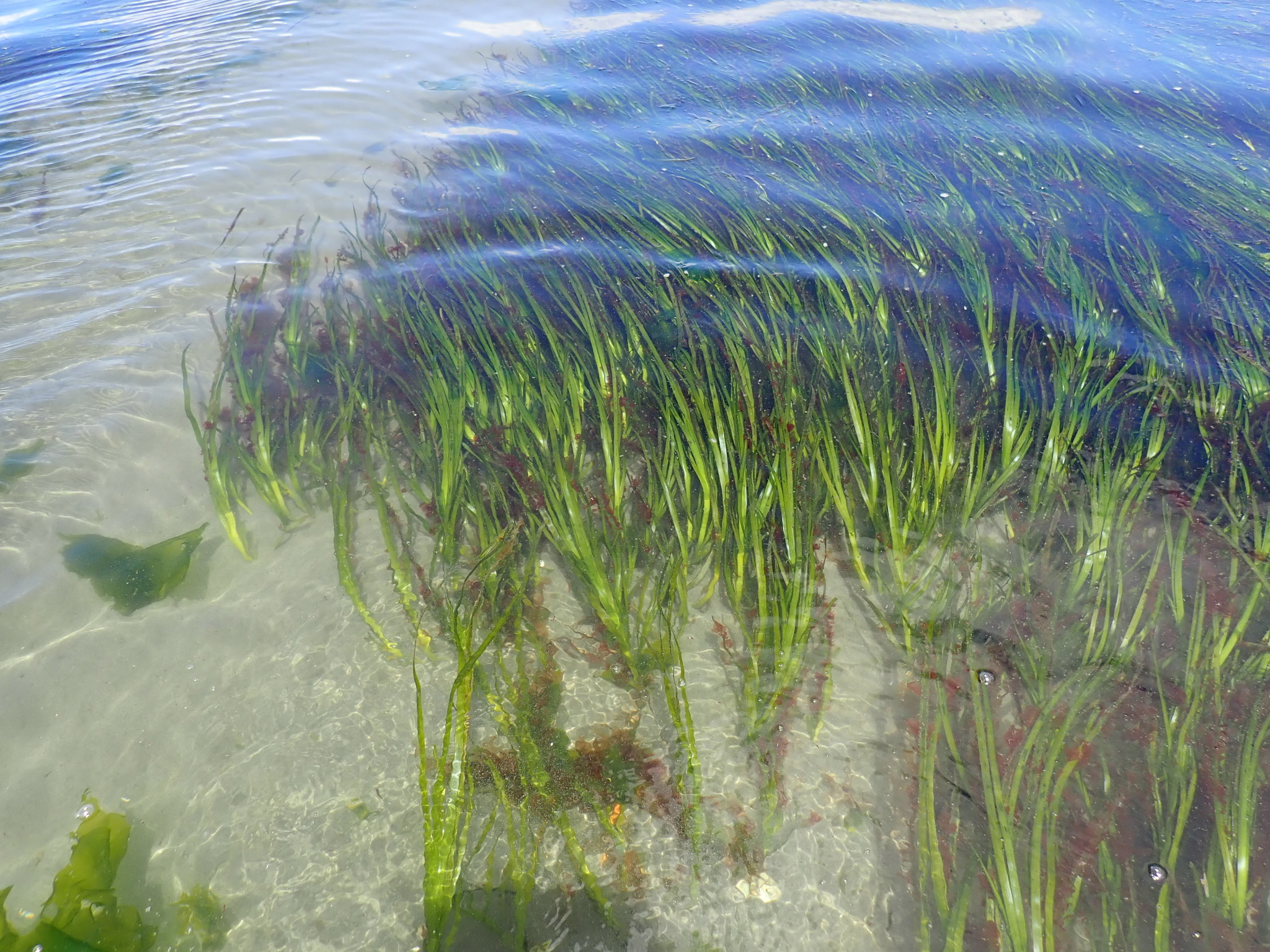
Zostère marine.

## Faune

### Zone peu saline (amont)
En amont, l’esturgeon noir est le plus gros poisson qui fréquente les eaux douces et légèrement saumâtres du Saint-Laurent, sa taille pouvant atteindre les deux mètres. Il se nourrit de petits crustacés et de mollusques. L’esturgeon noir est souvent confondu avec l’esturgeon jaune, leur aire de répartition s’entrecroisant, et par leur aspect physique similaire. Cependant, ce dernier est moins imposant, ne dépassant pas 1,4 mètre, et sa structure osseuse diffère légèrement.

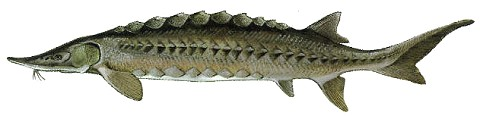
Esturgeon noir.

La faune qui vit dans la région peu saline de l’estuaire moyen doit composer avec la présence marquée de l’humain. En effet, l’activité portuaire, la pêche et la contamination de l’eau, entre autres, mettent beaucoup de pression sur la faune et posent un danger quant à la pérennité des écosystèmes. La disparition récente du bar rayé du Saint-Laurent est un exemple des impacts anthropiques majeurs sur la faune de cette région du fleuve. Les puissants courants de l’estuaire moyen du Saint-Laurent ont pour effet d’homogénéiser les populations d’une même espèce. Toutefois, l’espèce endémique de copépodes eurytemora affinis fait figure d’exception, ayant subi une spéciation sympatrique, par l’acquisition d’un nouveau comportement natatoire par l’une des clades indigènes. Ce caractère lui permet de résister plus efficacement aux puissants courants de la région, et donc d’occuper un territoire plus en amont. D’autres espèces diadromes migrent et vivent dans l’estuaire moyen légèrement saumâtre, comme l’éperlan arc-en-ciel, l’anguille d’Amérique ou le baret.

### Zone polyhaline (aval)
L’estuaire moyen est l’habitat d’une population complètement isolée de bélugas. Pendant la saison chaude, ils peuvent être aperçus jusqu’à Saint-Jean-Port-Joli, et dans la région du Saguenay. La région estuarienne est officiellement reconnue par le gouvernement canadien comme habitat vital à la conservation des bélugas. Durant la saison estivale, c’est dans ces eaux que les populations se nourrissent, socialisent, se reproduisent et allaitent leurs petits.

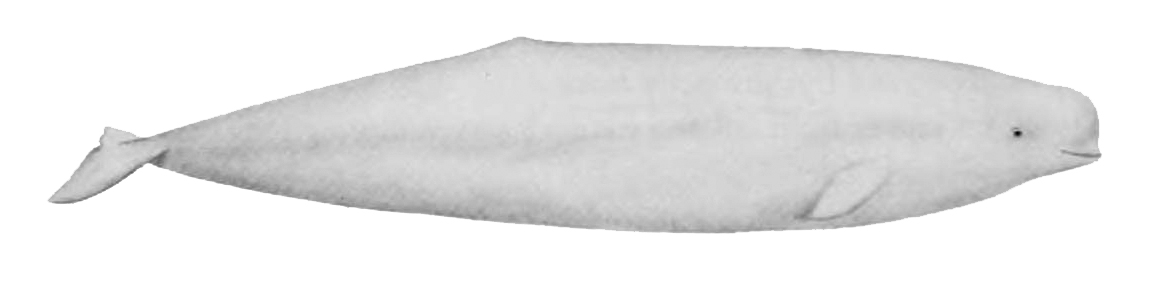
Béluga.

Le béluga est aujourd’hui une espèce menacée, due à une chasse intensive jusqu’aux années 1980. Malgré la protection dont il bénéficie sous la loi des espèces en périls, les populations continuent à décliner d’environ 1 % annuellement depuis le nouveau millénaire, en raison de la circulation maritime, des polluants aquatiques, de la réduction de proies et de la dégradation générale de son milieu de vie. D’autres grands prédateurs marins, comme le phoque, les baleines ou des oiseaux marins ont une aire de répartition qui s’étend jusqu’à la zone polyhaline de l’estuaire. Des espèces plus communes peuplent l’estuaire moyen du Saint-Laurent, comme la moule bleue, le crabe tourteau, la balane commune, la balane crénelée et le pourpre de l’Atlantique. Ce dernier est un prédateur naturel de la moule bleue et de plusieurs espèces de balanes. À l’aide d’une substance acide qu’elle sécrète, et de sa radula, la pourpre de l’Atlantique peut perforer en quelques jours la coquille calcaire de ces invertébrés, pour ensuite s’en nourrir.